# Saint-Martin-de-Vaulserre
Saint-Martin-de-Vaulserre és un municipi francès situat al departament de la Isèra i a la regió d'Alvèrnia-Roine-Alps. L'any 2007 tenia 227 habitants.

## Demografia

### Població
El 2007 la població de fet de Saint-Martin-de-Vaulserre era de 227 persones. Hi havia 85 famílies de les quals 18 eren unipersonals (11 homes vivint sols i 7 dones vivint soles), 26 parelles sense fills i 41 parelles amb fills.
La població ha evolucionat segons el següent gràfic:
Habitants censats

### Habitatges
El 2007 hi havia 110 habitatges, 88 eren l'habitatge principal de la família, 18 eren segones residències i 4 estaven desocupats. 102 eren cases i 8 eren apartaments. Dels 88 habitatges principals, 79 estaven ocupats pels seus propietaris, 8 estaven llogats i ocupats pels llogaters i 1 estava cedit a títol gratuït; 1 tenia una cambra, 1 en tenia dues, 6 en tenien tres, 13 en tenien quatre i 68 en tenien cinc o més. 75 habitatges disposaven pel capbaix d'una plaça de pàrquing. A 31 habitatges hi havia un automòbil i a 52 n'hi havia dos o més.

### Piràmide de població
La piràmide de població per edats i sexe el 2009 era:
| Homes | Edats   | Dones |
| ----- | ------- | ----- |
| 0     | 95 o +  | 0     |
| 4     | 90 a 94 | 8     |
| 0     | 85 a 89 | 8     |
| 0     | 80 a 84 | 0     |
| 0     | 75 a 79 | 0     |
| 0     | 70 a 74 | 0     |
| 8     | 65 a 69 | 4     |
| 8     | 60 a 64 | 8     |
| 8     | 55 a 59 | 4     |
| 8     | 50 a 54 | 12    |
| 8     | 45 a 49 | 12    |
| 8     | 40 a 44 | 4     |
| 4     | 35 a 39 | 16    |
| 8     | 30 a 34 | 0     |
| 12    | 25 a 29 | 8     |
| 0     | 20 a 24 | 4     |
| 8     | 15 a 19 | 4     |
| 8     | 10 a 14 | 8     |
| 0     | 5 a 9   | 12    |
| 4     | 0 a 4   | 4     |

## Economia
El 2007 la població en edat de treballar era de 152 persones, 120 eren actives i 32 eren inactives. De les 120 persones actives 112 estaven ocupades (54 homes i 58 dones) i 9 estaven aturades (6 homes i 3 dones). De les 32 persones inactives 15 estaven jubilades, 11 estaven estudiant i 6 estaven classificades com a «altres inactius».

### Ingressos
El 2009 a Saint-Martin-de-Vaulserre hi havia 91 unitats fiscals que integraven 249 persones, la mediana anual d'ingressos fiscals per persona era de 20.221 €.

### Activitats econòmiques
Dels 11 establiments que hi havia el 2007, 7 eren d'empreses de construcció i 4 d'empreses de comerç i reparació d'automòbils.
Dels 7 establiments de servei als particulars que hi havia el 2009, 1 era un paleta, 2 guixaires pintors, 3 fusteries i 1 lampisteria.
L'any 2000 a Saint-Martin-de-Vaulserre hi havia 10 explotacions agrícoles que ocupaven un total de 212 hectàrees.

## Poblacions més properes
El següent diagrama mostra les poblacions més properes.